# Дангалакова, Таня
Та́ня Богоми́лова-Дангала́кова (болг. Таня Богомилова-Дангалакова; 30 июня 1964, София) — болгарская пловчиха брассом, выступала за сборную Болгарии на всём протяжении 1980-х и в начале 1990-х годов. Чемпионка летних Олимпийских игр в Сеуле, обладательница серебряной и бронзовой медалей чемпионатов мира, чемпионка Европы, победительница многих турниров национального и международного значения. Также известна как тренер по плаванию и спортивный функционер.

## Биография
Таня Богомилова родилась 30 июня 1964 года в Софии. Активно заниматься плаванием начала в возрасте шести лет, в четырнадцать лет уже выполнила норматив мастера спорта. Проходила подготовку под руководством тренера Петра Костова, состояла в столичном спортивном обществе ЦСКА.
Впервые заявила о себе на международной арене в сезоне 1980 года, когда попала в основной состав болгарской национальной сборной и благодаря череде удачных выступлений удостоилась права защищать честь страны на летних Олимпийских играх в Москве. Стартовала здесь сразу в трёх дисциплинах: на дистанциях 100 и 200 метров выбыла из борьбы за медали уже на стадии предварительных заплывов, тогда как в комбинированной эстафете 4 × 100 м показала в финале восьмой результат.
В 1983 году побывала на чемпионате Европы в Риме, откуда привезла награду бронзового достоинства, выигранную в заплыве на 100 м. Рассматривалась в как основной кандидат на участие в Олимпийских играх в Лос-Анджелесе, однако Болгария вместе с некоторыми другими странами социалистического лагеря по политическим причинам бойкотировала эти соревнования, и вместо этого Богомилова выступила на альтернативном турнире «Дружба-84» в Москве, где, в частности, получила бронзу в зачёте комбинированной эстафеты.
На домашнем европейском первенстве 1985 года в Софии трижды поднималась на пьедестал почёта, одержала победу на дистанции 200 м, взяла бронзу на ста метрах и в комбинированной эстафете. Помимо этого, участвовала в летней Универсиаде в Кобе, где так же получила три медали, в том числе две золотые на стометровой и двухсотметровой дистанциях. Год спустя на чемпионате мира в Мадриде выиграла бронзовую награду на ста метрах и серебряную награду на двухстах метрах. Будучи в числе лидеров плавательной команды Болгарии, благополучно прошла квалификацию на Олимпийские игры 1988 года в Сеуле — на сей раз на ста метрах обогнала всех своих соперниц и, установив олимпийский рекорд 1:07,95, завоевала тем самым золотую олимпийскую медаль. Также стартовала на двухстах метрах и в комбинированной эстафете, но здесь в финалах заняла лишь четвёртое и шестое места соответственно. По итогам сезона признана лучшей спортсменкой Болгарии.
После сеульской Олимпиады осталась в основном составе болгарской национальной сборной и продолжила принимать участие в крупнейших международных турнирах. Так, в 1991 году она отправилась представлять страну на чемпионате Европы в Афинах — на дистанциях 100 и 200 метров выиграла здесь бронзовые медали. Вскоре по окончании этих соревнований приняла решение завершить карьеру профессиональной спортсменки, уступив место в сборной молодым болгарским пловчихам.
Впоследствии Таня Дангалакова перешла на тренерскую работу, работала тренером по плаванию в национальной сборной Греции. Член Государственного агентства по делам молодёжи и спорта, с 2002 года — исполнительный директор Болгарской федерации плавания.
Замужем за Георгием Дангалаковым, есть дети Ана и Георгий. Ана Дангалакова тоже стала довольно известной пловчихой, участница летних Олимпийских игр 2004 года в Афинах.

## Достижения
- Почётный знак Президента Болгарии (2024)[2]